# 신경 스타일 전이
신경 스타일 전이(neural style transfer, NST) 또는 스타일 전이(style transfer)는 다른 이미지의 모양이나 시각적 스타일을 채택하기 위해 디지털 이미지 또는 비디오를 조작하는 소프트웨어 알고리즘 클래스를 나타낸다. NST 알고리즘은 이미지 변환을 위해 심층 신경망을 사용하는 것이 특징이다. NST의 일반적인 용도는 유명한 그림의 모습을 사용자가 제공한 사진으로 전송하는 등 사진에서 인공 예술 작품을 만드는 것이다. 딥아트 및 프리즈마를 포함하여 몇몇 주목할만한 모바일 앱은 이러한 목적으로 NST 기술을 사용한다. 이 방법은 전 세계 예술가와 디자이너가 기존 스타일을 기반으로 새로운 예술 작품을 개발하는 데 사용되었다.